# Felice Nazzaro
Felice Nazzaro (4 de diciembre de 1881 - 21 de marzo de 1940) fue un  piloto automovilístico italiano, nacido en Turín. Se adjudicó el Kaiserpreis en 1907 así como el Gran Premio de Francia en 1907 y 1922; y la Targa Florio en 1907 y 1913.
Sus victorias en Europa durante la temporada de 1907 le permitieron ser invitado a competir en el Gran Premio de Estados Unidos de 1908, disputado en Savannah (Georgia), donde acabó tercero. Regresó a la misma prueba estadounidense en la temporada 1910, pero una avería en el eje trasero de su coche le obligó a abandonar la carrera. Su victoria de 1908 en el Autódromo de Bolonia inspiró al joven Enzo Ferrari para convertirse en piloto de carreras.

## Imágenes
|  |  |